# 방정식 (기업인)
방정식(房正植, 1966년 8월 15일~)은 대한민국의 기업인으로, 한국연필 대표이다. 2018년부터 한국연필의 대표를 맡고 있다.

## 생애
1966년 8월 15일 방대룡과 이일순 사이에 1남 5녀 중 막내로 태어났다. 초,중,고등학교를 서울에서 다니고, 건국대학 국문학과를 졸업했다. 창립을 여러번 하지만 번번히 실패를 한다. 한참뒤 아르바이트를 다니던 유미상사에서 일하게 되었다. 유미상사에 실장으로 지내다 퇴사한 이후 동료와 함께 2018년 3월 '한국연필'이라는 회사를 설립하게 된다. 지금은 현재 2명의 딸과 1명의 아들을 두고 살고있다.

## 가족
- 할아버지 : 방근석 (생몰년 미상)
  - 숙부 : 방대남 (1945년 ~)
    - 아들 : 방정호 (1978년 ~)

  - 아버지: 방대룡(1938년~1983년)
  - 어머니: 이일순(1928년~2008년)
    - 누나 : 방정례(1946년 ~)
    - 누나 : 방정화(1948년 ~)
    - 누나 : 방정난(1950년 ~)
    - 누나 : 방정수(1954년 ~)
    - 누나 : 방정미(1963년 ~)

  - 배우자: 이정순(1967년~)
    - 장녀: 방유라(1990년~)
      - 사위 : 이은섭

    - 차녀: 방하민(1997년~)
    - 장남: 방태빈(2002년~)